# Kongenital muskeldystrofi
Kongenital muskeldystrofi är en grupp medfödda muskelsjukdomar som orsakas av nedärvda defekter i olika muskelproteiner, t.ex. Merosin, kollagen 6 och alfa-dystroglycan som alla är viktiga för musklernas cellväggar. Symtomen är uttalad generell muskelsvaghet med eller utan hjärnskador och utvecklingsstörning. Ibland kan också hjärta och andningsmuskulatur vara påverkad. Recessivt ärftligt. Varje år föds cirka 5 barn i Sverige med någon av dessa sjukdomar.